# Бюзанси (Эна)
Бюзанси́ (фр. Buzancy) — коммуна во Франции, находится в регионе Пикардия. Департамент коммуны — Эна. Входит в состав кантона Виллер-Котре. Округ коммуны — Суасон.
Код INSEE коммуны — 02138.

## Население
Население коммуны на 2010 год составляло 186 человек.
| 1962 | 1968 | 1975 | 1982 | 1990 | 1999 | 2010 |
| ---- | ---- | ---- | ---- | ---- | ---- | ---- |
| 156  | 131  | 121  | 183  | 188  | 169  | 186  |

## Экономика
В 2010 году среди 131 человека трудоспособного возраста (15—64 лет) 105 были экономически активными, 26 — неактивными (показатель активности — 80,2 %, в 1999 году было 76,7 %). Из 105 активных жителей работали 89 человек (47 мужчин и 42 женщины), безработных было 16 (6 мужчин и 10 женщин). Среди 26 неактивных 4 человека были учениками или студентами, 10 — пенсионерами, 12 были неактивными по другим причинам.